# Eliane Umuhire

Eliane Umuhire au Festival de Cannes 2021

Eliane Umuhire est une actrice franco-rwandaise.
Elle a entamé sa carrière cinématographique avec un rôle principal dans le film polonais Birds Are Singing in Kigali (en), réalisé par Krzysztof Krauze et Joanna Kos-Krauze (en). Cette performance lui a valu des distinctions dans plusieurs festivals prestigieux, notamment le Festival international du film de Chicago, le Festival international du film de Karlovy Vary, le Festival du film polonais de Gdynia, le Festival du Film Polonais de New York, le Festival Let’s CEE de Vienne, ainsi que le prix Mastercard Rising Star au festival du film indépendant Mastercard Off Camera.
Par la suite, elle joue dans Augure de Baloji, primé à Un certain regard au Festival de Cannes 2023, Neptune Frost de Saul Williams, présenté à Cannes en 2021, et le film Netflix Trees of Peace (en) d'Alanna Brown. Elle a également été saluée pour son rôle dans le court-métrage  nommé au BAFTA Bazigaga (en) de Jo Ingabire Moys (en), recevant des prix d’interprétation au Festival du court métrage de Clermont-Ferrand et au Festival international du film francophone de Namur.
Parallèlement à sa carrière cinématographique, Eliane apparaît également à la télévision, notamment dans la série De Grâce, diffusée sur Arte.

## Biographie

### Jeunesse et formation théâtrale
Eliane Umuhire grandit au Rwanda auprès de parents passionnés d’histoire, d’art et de culture, son grand père paternel était un poète panégyrique et auprès d’oncles maternels sculpteurs et peintres. Elle commence le théâtre à l'école à l'âge de 12 ans.
Eliane a entamé sa carrière artistique en 2005 sur les planches du théâtre au Rwanda, collaborant avec les deux compagnies principales, Ishyo Arts Centre et Mashirika. Elle a acquis une reconnaissance internationale en 2017 avec son rôle principal dans le film polonais Ptaki śpiewają w Kigali de Krzysztof Krauze et Joanna Kos Krauze,.
En 2020, elle a été membre du jury au Chicago International Film Festival, puis en 2021, elle a été sélectionnée pour rejoindre les Berlinale Talents, une plateforme dédiée au développement des talents du cinéma et de la série dramatique, lors du Festival international du film de Berlin.
Diplômée en comptabilité de l’Université Nationale du Rwanda, Eliane a perfectionné son art dramatique au Centre arabo-africain de formation et recherches théâtrales du théâtre El-Hamra de Tunis sous la tutelle de feu Ezzedine Gannoun, une figure éminente du théâtre tunisien. Elle s'est également formée auprès de Robert Castle à l'International Theater New York.

### Carrière au théâtre
Eliane Umuhire a suivi des études en comptabilité à la Faculté des sciences sociales de l'Université du Rwanda.
Pendant ses études, elle s'est inscrite aux Stars du théâtre, la troupe de théâtre de l'université. Le centre des arts de l'université l'a ensuite initiée au monde du théâtre et de la danse contemporaine. En 2009, Après avoir obtenu son diplôme universitaire, Eliane Umuhire a rejoint le Mashirika Performing Arts et Ishyo Arts Center, les deux principales compagnies de théâtre de Kigali. Elle y a joue divers rôles, dont celui de comédienne, danseuse et formatrice au jeu d'acteur
À la suite d'une résidence artistique en Roumanie en 2021, elle a joué dans le seul en scène Solas centré sur la représentation des récits de femmes qui ont construit leur parcours migratoire seules.

## Filmographie
Sauf indication contraire, les informations mentionnées dans cette section peuvent être confirmées par la base de données cinématographiques IMDb,  présente dans la section « Liens externes ».

### Cinéma

#### Courts métrages
- 2012 : Behind the Word de Marie-Clémentine Dusabejambo : la mère de Colette
- 2022 : Bazigaga (en) de Jo Moys Ingabire :  Bazigaga
- 2024 : Les Malsouvenues d'Antoine Héraly

#### Longs métrages
- 2015 : Things of the Aimless Wanderer de Kivu Ruhorahoza : la barmaid
- 2017 : Birds Are Singing in Kigali (en) (Ptaki spiewaja w Kigali) de Joanna Kos-Krauze et Krzysztof Krauze : Claudine Mugambira[10],[11]
- 2021 : Neptune Frost de Saul Williams et Anyzia Uzeyman : Memory[12]
- 2021 : Les Arbres de la paix (Trees of Peace) d'Alanna Brown : Annick[13]
- 2023 : Augure de Baloji : Tshala
- 2024 : Les Gens d'à côté d'André Téchiné : Mosanne
- 2024 : Planète B d'Aude-Léa Rapin : Hermès
- 2024 : Sans un bruit : jour 1 (A Quiet Place : Day One) de Michael Sarnoski : Zena
- 2025 : Call Me Queen d'Emily Atef : Queen
- 2025 : La Maison des femmes de Mélisa Godet

### Télévision
- 2022 : La Fille au cœur de cochon (série télévisée) : Colombe
- 2023-2024 : De Grâce (série télévisée) de Vincent Maël Cardona : Joy Oliser